# 232 (만화가)
232(이삼이, 1992년 6월 19일 ~ )는 대한민국의 만화가이다. 2013년, 네이버 웹툰에서 연재된 《연애혁명》으로 데뷔했다.

## 작품

### 웹툰
- 2013년 《연애혁명》 - 완결
- 2015년 《2015 사이》 - 완결